# Daniel Florêncio
Daniel Pereira Florêncio (Belo Horizonte, 25 de abril de 1980) é um diretor, roteirista e produtor de cinema brasileiro radicado em Londres.

## Carreira
Daniel Florêncio se graduou em Comunicação, com ênfase em Rádio e TV, pela Universidade Federal de Minas Gerais em 2005. Após sua graduação, mudou-se para Londres para realizar mestrado em artes e mídia pela University of Westminster. Após a conclusão do curso foi contratado para editar a produção The Secret Show, série da BBC laureada com dois prêmios BAFTA, e permaneceu no Reino Unido, onde ainda mora.
Escreveu e produziu para a Current TV, extinta TV do ex-vice-presidente americano Al Gore, em 2008, o documentário de curta-metragem Gagged in Brazil. O filme trata sobre a relação de controle da imprensa por parte do então governador de Minas Gerais, Aécio Neves. A equipe do político tentou múltiplas vezes, sem sucesso, impedir a veiculação do documentário através de intimidação legal.
Em 2010, escreveu, dirigiu e produziu o curta-metragem de ficção Awfully Deep, primeiro trabalho do ator Lino Facioli que veio, posteriormente, a participar de Game of Thrones, série da HBO. O curta ganhou menção honrosa no Athens International Film Festival em Ohio, nos EUA, e o prêmio do público no ShortShorts Film Festival em Tóquio. O filme teve interesse particular na França onde foi exibido no Festival de Clermont-Ferrand, no festival Utopiales em Nantes, e no L'etrange Film Festival em Paris. Mais tarde ele foi comprado para exibição na TV francesa pelo Canal+, e foi um dos finalistas no Film4Climate do Banco Mundial.
No ano de 2013, Florêncio e sua hoje esposa, Maria Nefeli Zygopoulou, lançaram campanha de financiamento coletivo na plataforma Kickstarter para realizar seu primeiro longa-metragem, intitulado Chasing Robert Barker. O roteiro girava em torno da história de um paparazzo sendo inspirado no documentário Tracking William: a Night with a Paparazzo, que Florêncio realizou para a Current TV. A campanha arrecadou quase 200 mil reais, e o filme foi realizado através de sua produtora, I Made it Films em parceria com a Pegasus Pictures, da Islândia (a produtora de Game of Thrones no país), e lançado em 2015. No ano seguinte, a produção recebeu três indicações ao National Film Awards UK, vencendo o prêmio de melhor filme de ação, superando o êxito de bilheteira Star Wars: Episode VII — The Force Awakens.
Pela I Made it Films, Florêncio e Zygopoulou desenvolvem outros projetos e co-produções, dentre eles o longa-metragem In Arcadia, em pré-produção.